# Penelope (род)
Penelope је род птица из породице  који се састоји од 15 врста арбореалних птица налик на ћурке.

## Врсте
- Белокрили гуан
- Белолики гуан
- Брадати гуан
- Црвенолики гуан
- Шпиксов гуан
- Беловеђи гуан
- Гуан Мараил (Penelope marail)
- Андски гуан
- Мрконоги гуан
- Кестењастотрби гуан
- Ортонов гуан
- Каукански гуан
- Риђогруди гуан
- Кудрави гуан
- Рђавоивичасти гуан